# Lucilina
Lucilina is een geslacht van keverslakken uit de familie Chitonidae.

## Soorten
- Lucilina amanda Thiele, 1909
- Lucilina carnosa (Kaas, 1979)
- Lucilina carpenteri (Angas, 1867)
- Lucilina ceylonica (Leloup, 1936)
- Lucilina dilecta Thiele, 1911
- Lucilina dupuisi (Leloup, 1973)
- Lucilina floccata (Sowerby, 1842)
- Lucilina fortilirata (Reeve, 1847)
- Lucilina hulliana (Torr, 1911)
- Lucilina indica (Leloup, 1981)
- Lucilina interplicata Bergenhayn, 1933
- Lucilina lamellosa (Quoy & Gaimard, 1835)
- Lucilina mariae (Kaas, Van Belle & Strack, 2006)
- Lucilina nigropunctata (Carpenter, 1865)
  - =[2] Acanthopleura nigropunctata Carpenter, 1865[3]
- Lucilina novemrugata (Bergenhayn, 1930)
- Lucilina pacifica (Leloup, 1981)
- Lucilina pectinoides (Sykes, 1903)
- Lucilina perligera Thiele, 1909
- Lucilina polyomma (Bergenhayn, 1932)
- Lucilina reticulata (Nierstrasz, 1905)
- Lucilina shirleyi Iredale, 1914
- Lucilina sowerbyi (Nierstrasz, 1905)
- Lucilina sueziensis (Reeve, 1847)
- Lucilina tenuicostata Sirenko, 2016[4]
- Lucilina tilbrooki Milne, 1958
- Lucilina truncata (G. B. Sowerby II, 1841)
- Lucilina tydemani (Nierstrasz, 1905)
- Lucilina variegata (Nierstrasz, 1905)